# Викрадення Психеї
«Викрадення Психеї» (фр. Le ravissement de Psyché; «Захоплення Психеї» або «Піднесення Психеї» – у французькій мові ravissement означає як «захоплення силою», так і «екстаз» або «піднесення») — олійна картина 1895 року французького художника Вільяма-Адольфа Бугро.
На картині зображено Амура і Психею.  Наразі картина перебуває в приватній колекції, ім'я її власника не розголошується.

## Міфологічна тема
Докладніше: Амур і Псіхея
Венера, богиня кохання, у пориві ревнощів через красу Психеї, просить свого сина Амура використати одну зі своїх стріл, щоб змусити дівчину закохатися в найогиднішу і найдемонічнішу істоту на землі. Амур збирається виконати прохання матері, коли одна з його власних стріл випадково випадає з руки і ранить його. Амур шалено закохується в Психею і після багатьох перешкод і поневіряньзабирає її з собою на небо.

## Опис
На картині Купідон ніжно, але впевнено тримає Психею, переносячи її в інший світ з наміром зробити її своєю дружиною. Психея має крила метелика, і це означає, що вона досягла стану безсмертя, вираз її обличчя сповнений радості та щастя, тіло здається гнучким і м'яким; руки Купідона ніжно, але впевнено охоплюють Психею, що символізує його силу та почуття: Психея, таким чином, уособлює капітуляцію та повну відданість перед образом кохання.

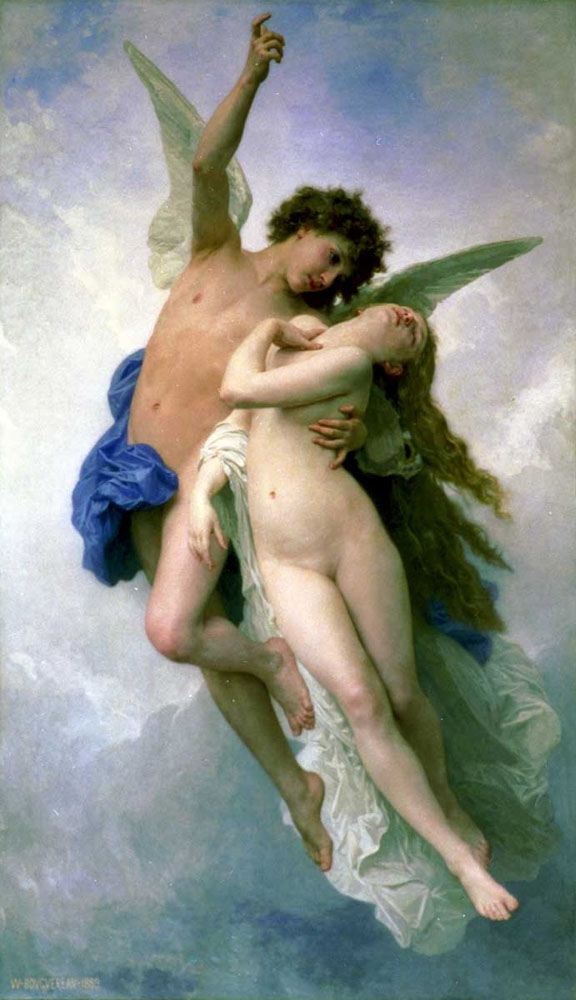
Психея і Амур (1889)

Шістьма роками раніше художник створив іншу версію тієї ж сцени, з дещо іншими обличчями та позиціями двох персонажів, зміненими з правого на лівий бік.